# EsMadridTV
esMadridTV fue un canal de televisión digital terrestre público español, de ámbito local, operado por el Ayuntamiento de Madrid, que emitió entre 2007 y 2010. Ofrecía una programación cultural predominando la producción propia, con espacios dedicados a conocer la ciudad de Madrid. Donde en la TDT de Madrid se veía esMadridTV actualmente se ve 8madrid.